# هرم اهمسه
هرم اهمسه (به انگلیسی: pyramid of Ahmose)، نه به‌عنوان یک مقبره، بلکه یک گور نمادین برای فرعون اهمسه یکم در قبرستان ابیدوس مصر ساخته شد. این سازه تنها هرم سلطنتی ساخته‌شده در این منطقه بود. امروزه از آن تلی از آوار باقی مانده‌است و ارتفاعش به حدود ۱۰ متر می‌رسد.
این هرم برای اولین بار توسط آرتور میس و چارلز تریک کرلی در سال ۱۸۹۹ مورد کشف و بررسی قرار گرفت. در سال ۱۹۹۳ استفان پی. هاروی حفاری‌هایی را در منطقه اطراف هرم انجام داد.
هرم از ماسه و قلوه‌سنگ ساخته شده‌است و تنها روکشی از سنگ آهک ساختمان را ـبه شکلی‌ـ نگه می‌دارد. طول پایه هرم ۵۲٫۵ متر (۱۷۲ فوت) و ارتفاع آن حدود ۴۰ متر (۱۳۰ فوت) می‌باشد. شیب سطوح ۶۰ درجه است.
این هرم هیچ اتاقکی برای دفن نداشته و در اطرافش تعدادی معبد و همچنین یک گور نمادین کوچک برای مادربزرگ اهومسه، تتی‌شری قرار دارد.